# Кивиярви (озеро, Кемский район)
Кивиярви — пресноводное озеро на территории Кривопорожского сельского поселения Кемского района Республики Карелии.

## Общие сведения
Площадь озера — 1,8 км², площадь водосборного бассейна — 7,16 км². Располагается на высоте 103,8 метров над уровнем моря.
Форма озера лопастная, продолговатая: оно вытянуто с запада на восток. Берега каменисто-песчаные, местами заболоченные.
С южной стороны озера вытекает безымянный водоток, который, протекая через озёра Цеппи и Вотани, впадает в озеро Лулло. Через последнее протекает река Шомба, которая в свою очередь впадает в реку Кемь.
К северу и востоку от Кивиярви проходит лесовозная дорога.
Код объекта в государственном водном реестре — 02020001011102000006202.